# Минтобе
Минтобе́ (каз. Мыңтөбе) — село у складі Ісатайського району Атирауської області Казахстану. Входить до складу Наринського сільського округу.
У радянські часи село називалось імені Фурманова.
Населення — 46 осіб (2021; 156 у 2009, 254 у 1999, 181 у 1989).